# Virginia Slims of New England 1988
Virginia Slims of New England 1988 — жіночий тенісний турнір, що проходив на закритих кортах з килимовим покриттям у Вустері (США). Належав до турнірів 5-ї категорії в рамках Туру WTA 1988. Турнір відбувся вчетверте і тривав з 31 жовтня до 6 листопада 1988 року. Перша сіяна Мартіна Навратілова здобула титул в одиночному розряді й отримала 60 тис. доларів США.

## Фінальна частина

### Одиночний розряд
Мартіна Навратілова —  Наташа Звєрєва 6–7(4–7), 6–4, 6–3
- Для Навратілової це був 8-й титул в одиночному розряді за сезон і 137-й — за кар'єру.

### Парний розряд
Мартіна Навратілова /  Пем Шрайвер —  Габріела Сабатіні /  Гелена Сукова 6–3, 3–6, 7–5
- Для Навратілової це був 15-й титул за сезон і 279-й — за кар'єру. Для Шрайвер це був 10-й титул за сезон і 113-й — за кар'єру.